# Dorfkirche Schmieritz

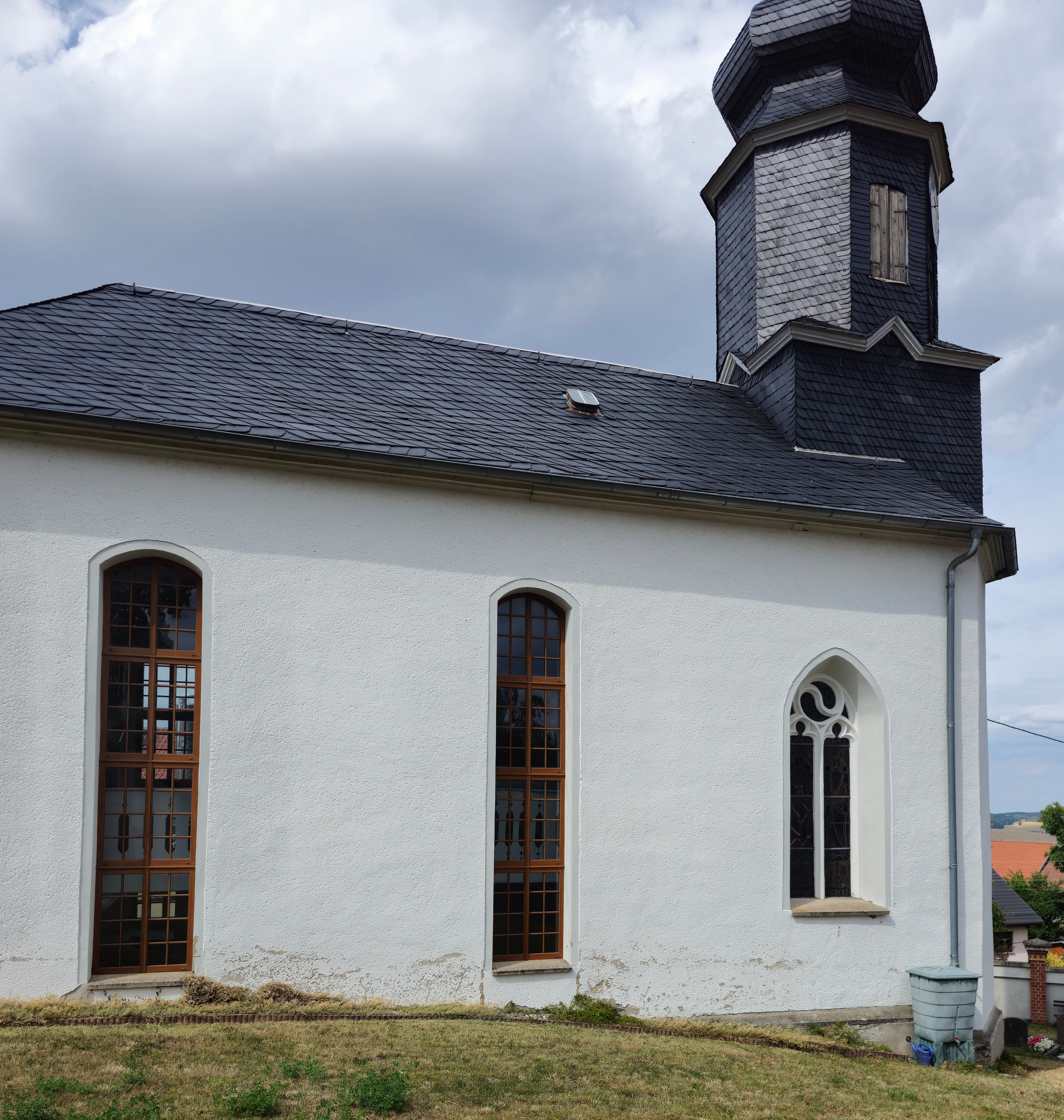
Dorfkirche Schmieritz

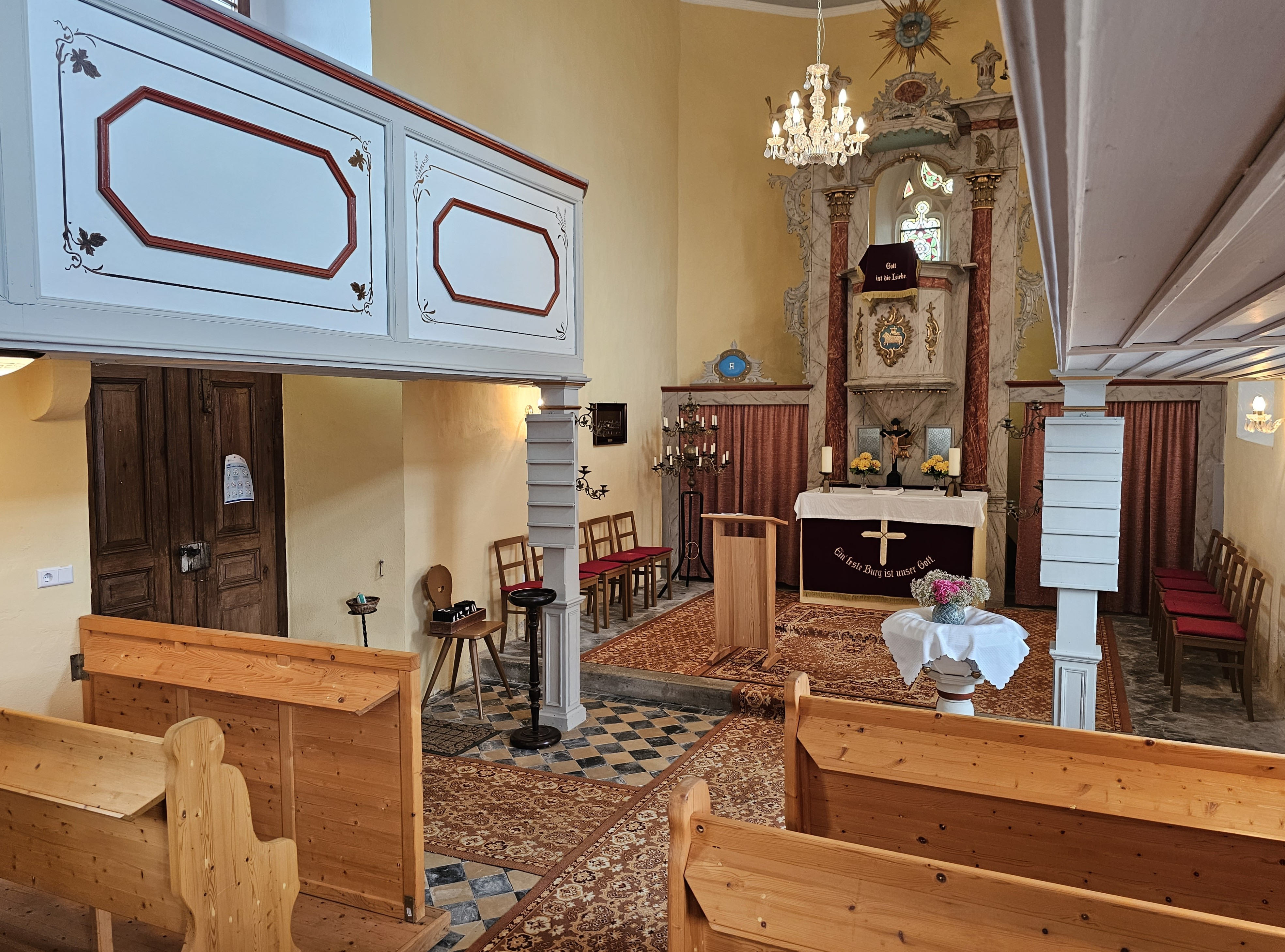
Innenraum (2023)

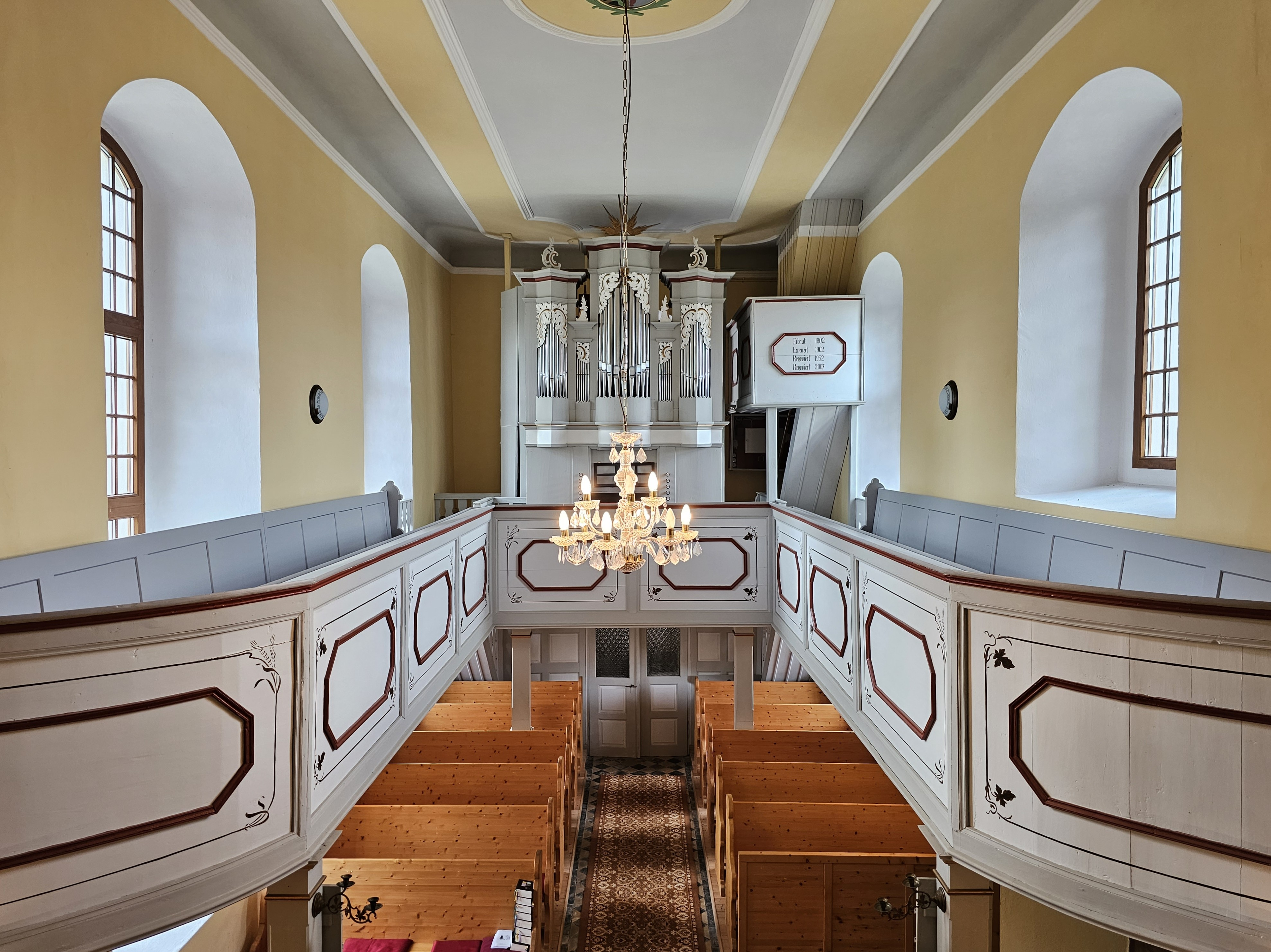
Innenraum, Blick zur Orgel

Die evangelisch-lutherische denkmalgeschützte Dorfkirche Schmieritz steht in Schmieritz, einer Gemeinde im Saale-Orla-Kreis von Thüringen. Die Kirchengemeinde Schmieritz gehört zum Pfarrbereich Triptis im Kirchenkreis Schleiz der Evangelischen Kirche in Mitteldeutschland.

## Beschreibung
Die Saalkirche wurde in der ersten Hälfte des 15. Jahrhunderts erbaut. Das Kirchenschiff ist mit einem dreiseitigen Chor gleicher Breite abgeschlossen. Über ihn erhebt sich der schiefergedeckte Dachturm. Er beginnt quadratisch und setzt sich mit einem achtseitigen Aufsatz fort, der die Turmuhr beherbergt. Darauf sitzt eine bauchige Haube, die spitz bis zur Turmkugel ausläuft. Im Dachturm hängt eine Kirchenglocke, die 1444 gegossen wurde. In den Jahren 1714 und 1802 wurde die Kirche renoviert. Über den Portalen im Süden und Westen steht die Jahreszahl 1802. Zwei gotische Maßwerkfenster sind erhalten geblieben, während die anderen Fenster erneuert wurden. Der Innenraum hat eingeschossige, dreiseitige Emporen und ist mit einer glatt geputzten Flachdecke überspannt, die mit Stuck versehenen ist. 
Der Kanzelaltar von 1802 ist noch geschmückt wie in der Zeit des Rokoko. Er wird bekrönt von einem Auge der Vorsehung. Die Durchgänge zur Sakristei tragen die Buchstaben A und O. Ein Taufbecken, entstanden um 1800, steht auf Balustern. Die Orgel mit 10 Registern, verteilt auf ein Manual und Pedal, wurde vermutlich um 1753 von Johann Georg Fincke gebaut, von Daniel Adolf Poppe umgebaut und 2012 von Orgelbau Schönefeld restauriert.